# Catulli Carmina
Catulli Carmina – sceniczna kantata, skomponowana przez Carla Orffa w 1943 roku. Jej tekst został oparty na tekstach rzymskiego poety, Katullusa (Gaius Valerius Catullus). 
Prapremiera utworu odbyła się w Lipsku 6 listopada 1943 r, a premiera polska w Warszawie w 1957 roku.
Utwór składa się z następujących części:
1. Prolog

1. Actus I
2. Actus II
3. Actus III
4. Epilog

Wraz z kantatami scenicznymi Carmina Burana (1937) oraz Trionfo di Afrodite (1951) tworzy swoistą trylogię Trionfi - Trittico teatrale, której motywem przewodnim jest tryumf dobra nad złem.